# Sidi Medjahed
Sidi Medjahed là một đô thị thuộc tỉnh Tlemcen, Algérie. Dân số thời điểm năm 2002 là 6.431 người.